# دونالدسون (مینه‌سوتا)
دونالدسون، مینه‌سوتا (به انگلیسی: Donaldson, Minnesota) یک شهر در ایالات متحده آمریکا است که در مینه‌سوتا واقع شده‌است.

## خصوصیات
دونالدسون ۲٫۱۵ کیلومترمربع مساحت و ۴۲ نفر جمعیت دارد و ۲۵۲ متر بالاتر از سطح دریا واقع شده‌است.